# سیارک ۱۶۹۹۸
سیارک ۱۶۹۹۸ (به انگلیسی: 16998 Estelleweber، نامگذاری:1999CG46) شانزده هزار و نهصد و نود و هشتمین سیارک کشف شده‌است که در ۱۰ فوریه ۱۹۹۹ کشف شد.
قدر مطلق سیارک برابر ۱۴.۸ است.